# Агент Візантії
«Агент Візантії» (англ. Agent of Byzantium) — збірка оповідань Гаррі Тертлдава 1987 року, у центрі сюжету — подвиги Василя Аргіроса, візантійського секретного агента. Події розгортаються в іншому XIV столітті, де ісламу ніколи не існувало, а вижили великі стародавні імперії Візантії (Східної Римської імперії) і Сасанідської Персії.

## Налаштування

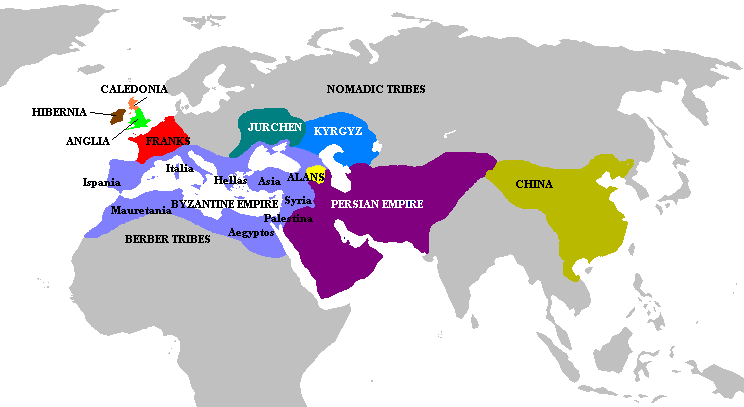
Світ серії «Агент Візантії».

У цьому всесвіті точка біфуркації виникає, коли пророк Магамет (Муамет), замість того, щоб розвивати іслам, навернувся до християнства і став знаменитим прелатом і святим. Без мусульманських завоювань Східна Римська імперія залишалася провідною силою в середземноморському світі. Імператор Констант II підкорив лангобардів в Італії, повернені Піренейський півострів (Іспанія) і південне узбережжя Галлії. Більшість Галлії, Британії та Німеччини перебувають у «варварських» руках і відкололися від візантійської ортодоксії, дотримуючись доктрини філіокве та окремої лінії Пап. На Сході Візантія все ще — як це було в нашій історії аж до появи ісламу — бере участь у нескінченній холодній війні (іноді переростаючи в реальну боротьбу) зі своїм головним ворогом, Сасанідською імперією, представленою в серіал шпигунки Мірран.
Арґірос працює армійським розвідником, а згодом магістратом у магістратурі при (вигаданому) імператорі Никифорі III, і як такий його відправляють по Імперії розв'язувати проблеми — іноді як шпигуна, іноді як перемовника, і іноді як солдат. На обкладинці перевидання 1994 року Арґірос порівнюється з Джеймсом Бондом і Домініком Флендрі.
Чжурчжені, які в реальній історії відігравали важливу роль в історії Китаю і ніколи не виявляли бажання мігрувати на захід, справді в цій зміненій часовій шкалі перемістилися через Сибір, досягли кордонів Візантійської імперії і там становили серйозну загрозу. Тертлдав не пояснює, яким чином те, що Мухаммед став християнином, мало такий різкий вплив на поведінку чжурчженів на Далекому Сході.

## Оповідання та історія публікацій
Історії у всесвіті «Агента Візантії» (у порядку написання):
- «Нечестива трійця», вперше опублікована в липневому номері Amazing Science Fiction Stories за 1985 рік. Дія відбувається 6824 року візантійським календарем (1315/16 AD) за в абатстві Святого Галла.
- «Архетипи», вперше опублікований у номері Amazing Science Fiction Stories за листопад 1985 року. Дія відбувається 6825 року за візантійським календарем (1316/17 р. н. е.) у прикордонному місті Дара.
- «Очі Аргоса», вперше опублікований у випуску Amazing Science Fiction Stories за січень 1986 року. Події відбуваються 6814 року за візантійським календарем (1305/6 р. н. е.), де йдеться про вторгнення кочових чжурчженів через дунайський кордон.
- «Дивні виверження», вперше опублікований у серпневому номері Азімовз сайнс фікшн 1986 року. Події відбуваються 6816 року за візантійським календарем (1307/8 н. е.) і розгортаються під час епідемії в Константинополі.
- «Зображення», вперше опублікований у березневому номері Азімовз сайнс фікшн 1987 року. Дія відбувається 6826 року за візантійським календарем (1317/18 р. н. е.) в Константинополі під час Вселенського собору, присвяченого питанню іконоборства.
- «Супервин», вперше опублікований у квітневому номері Азімовз сайнс фікшн 1987 року. Події відбуваються 6829 року за візантійським календарем (1320/21 рр. н. е.) і в Аланії.
- «Стовп хмари, стовп вогню», вперше опублікований у грудневому номері Азімовз сайнс фікшн за 1989 рік. Події відбуваються 6818 року за візантійським календарем (1309/10 AD) і в Александрії.
- «Від'їзди», вперше опублікований у січневому номері Азімовз сайнс фікшн 1989 року. Це єдина історія, яка не містить Арґіроса, а натомість зосереджена на майбутньому святому Муаметі (раніше Магометі) під час його перебування в монастирі в Сирії.

Перші шість оповідань складають перше видання «Агента Візантії», що вийшло 1987 року у видавництві Congdon & Weed. «Стовп хмари, стовп вогню» та «Від'їзди» вперше вийшли у збірці «Від'їзди» 1993 року. «Стовп хмари, стовп вогню» ввійшло до другого видання «Агента Візантії», що вийшло 1994 року у видавництві Baen Books. «Очі Аргоса» також вийшли в збірці «Буде війна IV: Гармати темряви» 1987 року.

## Рецензії
Орсон Скотт Кард назвав Тертлдава «дуже талановитим письменником-фантастом, що володіє даром знаходити спосіб представити захопливу ідею через сильних, правдоподібних персонажів».

## Differences
Тертлдав, який має ступінь доктора філософії з візантійської історії, створив декорації для серії, в яких світ пізньої античності проєктується на сім століть у майбутнє. У кожній історії кілька знайомих нам винаходів та соціальних інститутів з'являються набагато раніше запланованого терміну і за зовсім інших обставин, ніж у нашому світі. Серед них:
- Телескоп, винайдений серед шаманів кочівників чжурчженів, які загрожують Візантійській імперії з півночі.
- Вакцинація від віспи, яку винайшли під час страшної чуми, що охопила сам Константинополь.
- Профспілки та страйки, які вперше з'явилися серед будівельників, зайнятих небезпечною перебудовою великого маяка в Александрії, Єгипет (у єгипетському селі Дейр-ель-Медіна відбувся перший в історії страйк у 1152 р. до н. е.).
- Чорний порох, розроблений монахами в абатстві Сент-Гал і з великим ефектом використовувався франкськими ворогами імперії, поки його не вкрав Аргірос за допомогою агентів з англосаксонської Англії, яка не знала нормандських завоювань.
- Друкарство, винайдене перськими ворогами Візантійської імперії та використовуване для розпалювання заколоту та розбрату всередині її кордонів, поки цю таємницю також не осягне Аргірос.
- Винокуріння, винайдене продавцем вина в Константинополі та придбане для імперії Аргіром.